# Sugères
Sugères – miejscowość i gmina we Francji, w regionie Owernia-Rodan-Alpy, w departamencie Puy-de-Dôme.
Według danych na rok 1990 gminę zamieszkiwało 499 osób, a gęstość zaludnienia wynosiła 24 osoby/km² (wśród 1310 gmin Owernii Sugères plasuje się na 409. miejscu pod względem liczby ludności, natomiast pod względem powierzchni na miejscu 425.).